# Nankinfalk
Nankinfalk (Falco cenchroides) är en fågel i familjen falkar inom ordningen falkfåglar.

## Utseende
Nankinfalken är en liten och slank falk med varmbrun ovansida, ljus undersida och ett mörkt stjärtband. Hanen har grått huvud, honan mer rostfärgat. 

## Utbredning och systematik
Nankinfalk delas in i två underarter med följande utbredning:
- Falco cenchroides cenchroides – förekommer i Australien. Vintertid förekommer den också från Nya Guinea till Java och Moluckerna
- Falco cenchroides baru – förekommer i bergsskogar på västra centrala Nya Guinea

## Levnadssätt
Nankinfalken är en vanlig fågel i jordbruksbygd och gräsmarker. Den ses ofta ryttla på jakt efter olika sorters små byten som insekter och gnagare.

## Status och hot
Arten har ett stort utbredningsområde och tros öka i antal. Internationella naturvårdsunionen IUCN listar den därför som livskraftig (LC).

## Bilder

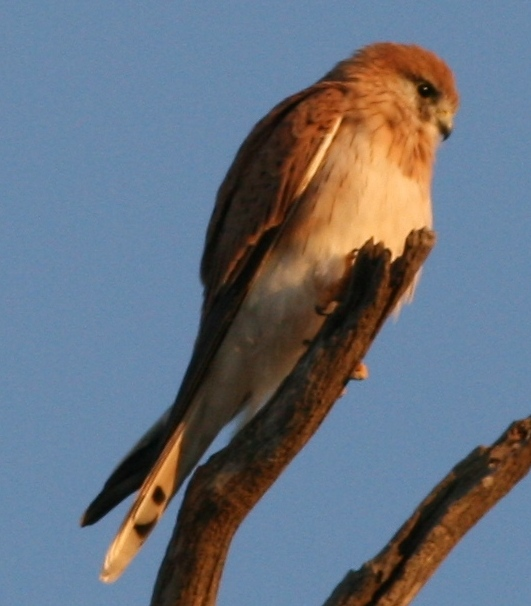
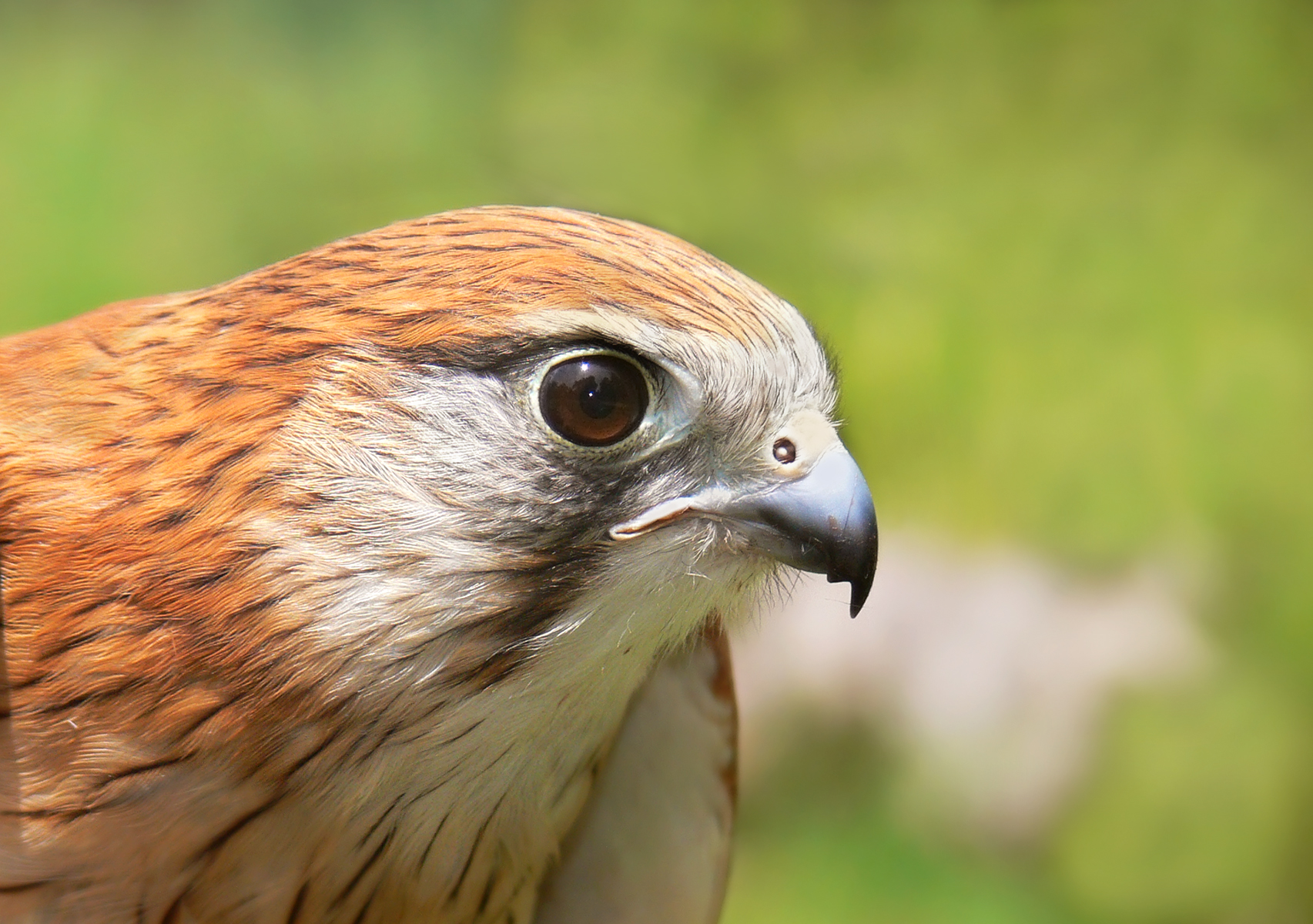
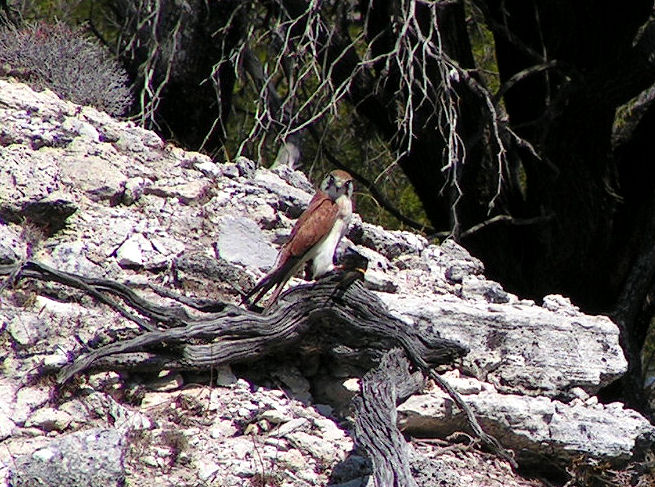
Med byte
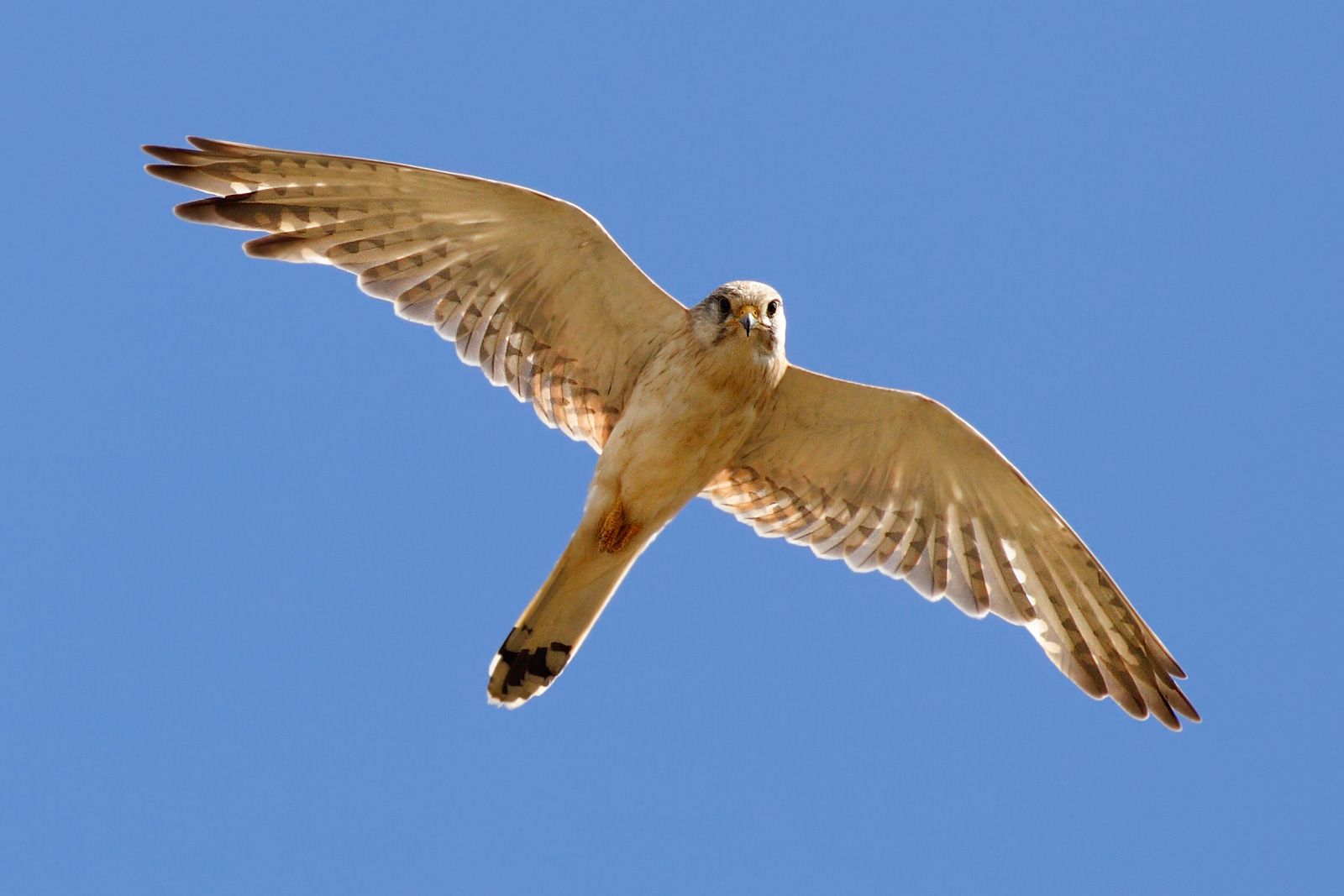
I flykten
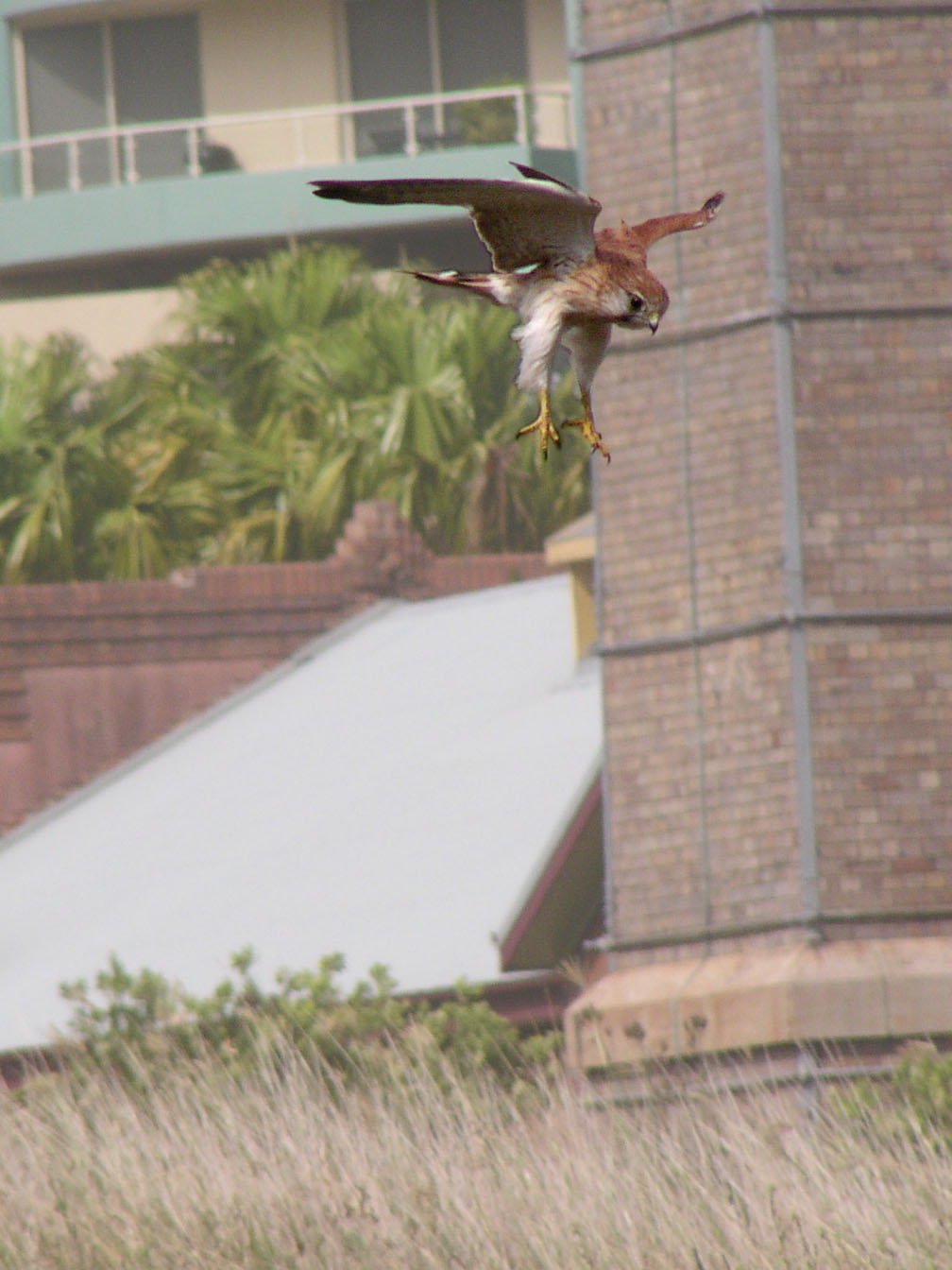
Födosökande